# Celithemis verna
Celithemis verna är en trollsländeart som beskrevs av Pritchard 1935. Celithemis verna ingår i släktet Celithemis och familjen segeltrollsländor. Inga underarter finns listade i Catalogue of Life.